# Camille Saviola
Pour les articles homonymes, voir Saviola.
Camille Saviola est une actrice américaine née le 16 juillet 1950 dans le Bronx à New York (État de New York) et morte le 28 octobre 2021 à North Bergen (New Jersey) .

## Cinéma
- 1984 : Broadway Danny Rose : Lady at Party
- 1985 : La Rose pourpre du Caire (The Purple Rose of Cairo) : Olga
- 1986 : Weekend Warriors : Betty Beep
- 1989 : Penn & Teller Get Killed : Airport Security Guard
- 1989 : Dernière Sortie pour Brooklyn : Ella
- 1990 : Le Mariage de Betsy (Betsy's Wedding) : Angelica
- 1991 : Queens Logic : Madame Rosa
- 1991 : Le Plus Beau Cadeau du monde (All I Want for Christmas) : Sonya
- 1992 : Ombres et Brouillard (Shadows and Fog) de Woody Allen : la logeuse de Kleinman
- 1993 : Les Valeurs de la famille Addams (Addams Family Values) : Concetta
- 1995 : Stuart sauve sa famille (Stuart Saves His Family) : Roz Weinstock
- 1996 : Mr. Wrong : Consuela
- 1996 : L'Équipe du collège (Sunset Park) : Barbara

## Télévision
- 1989 : Nightlife (TV) : Rosa Mercedes
- 1993 : Friends : the horrible woman
- 1993 : Star Trek: Deep Space Nine (TV) : Kai Opaka
- 1995 : The West Side Waltz (TV)
- 2002 : First Monday (série TV) : Justice Esther Weisenberg (épisodes inconnus)